# Caffrocixius muiri
Caffrocixius muiri är en insektsart som beskrevs av Van Stalle 1987. Caffrocixius muiri ingår i släktet Caffrocixius och familjen kilstritar. Inga underarter finns listade i Catalogue of Life.